# Флавий Лупицин
Флавий Лупицин (лат. Flavius Lupicinus), государственный деятель и полководец Римской империи, магистр конницы Востока в 364 — 367 годах и консул 367 года.

## Биография
Лупицин был назначен магистром конницы Галлии в 359 году Юлианом, в качестве преемника Севера. В 360 году Юлиан назначил Лупицина начальником экспедиции в мятежную Британию. Когда он всё ещё был в Британии, его заменили на Гомоария. Галльские войска, не желающие отправляться на восток, на войну с персами, восстали и провозгласили Юлиана августом. Юлиан, не зная, как будет реагировать на переворот Лупицин, приказал его не информировать о произошедшем.
При Юлиане Лупицин был отстранен от службы, но преемник Юлиана, Иовиан, дал ему должность магистра конницы Востока. Лупицин участвовал в подавлении Валентом бунта Прокопия. В 367 году он стал консулом с Флавием Иовином. В 376 году готы просили Валента предоставить им римские земли для проживания. Император согласился. Переправой заведовал комит по военным делам Лупицин, который морил варваров голодом. Готы восстали и разгромили поспешно собранную армию Лупицина. Он сам спасся, но события послужили причиной войны с готами, катастрофичной для римлян. Вероятно, Лупицин пал в битве при Адрианополе.

## Аммиан Марцеллин о Лупицине
«То был человек боевой и опытный в военном деле; но он поднимал брови, словно рога, и выступал, как говорится, на трагическом котурне; преобладало ли в его характере корыстолюбие или жестокость, в этом долго сомневались.»